# Drosophila acrostigma
Drosophila acrostigma är en tvåvingeart som beskrevs av Léonidas Tsacas och Chassagnard 1999. Drosophila acrostigma ingår i släktet Drosophila och familjen daggflugor.
Artens utbredningsområde är Kongo-Kinshasa. Inga underarter finns listade i Catalogue of Life.